# آلوی اوکلاهما
آلوی اوکلاهما، آلوی ترش یا آلوی شنی (نام علمی: Prunus gracilis)، گونه‌ای از سردهٔ Prunus و بومی جنوب مرکزی ایالات متحده است.
Prunus gracilis تا ۱٫۸ متر (۶ فوت) قد رشد می‌کند، دارای برگ‌های پنج گلبرگ است و میوه‌ها از ژوئن تا اوت می‌رسند. به صورت خوشه‌ای و انبوه رشد می‌کند. هرمافرودیت است و توسط حشرات گرده‌افشانی می‌شود.